# Franklin, Kalifornien
Franklin är en ort (CDP) i Merced County, i delstaten Kalifornien, USA. Enligt United States Census Bureau har orten en folkmängd på 6 149 invånare (2010) och en landarea på 5,2 km².